# Begegnungen zur Förderung Jugendlicher
Begegnungen zur Förderung Jugendlicher (en.: Encounters of Youth Promotion, es.: Encuentros de Promoción Juvenil, Abkürzung:  EYP-EPJ) ist eine vom Heiligen Stuhl anerkannte Vereinigung von Gläubigen in der römisch-katholischen Kirche. Sie wurde 1968 in Kolumbien gegründet, ihre Mitgliederzahl wird mit 3.500 angegeben, die sich weltweit auf 14 Ländern verteilen.

## Geschichte
Die Begegnung entstand 1968 in Medellín (Kolumbien) unter der Leitung des Priesters José María Pujadas Ferrer (1915–1984), der zuvor im spanischen Gerona mit einer Cursillo-Bewegung gearbeitet hatte. Ausschlaggebend für diese Gründung waren die Ermahnungen von Papst Paul VI. (1963–1978) und des Lateinamerikanischen Bischofsrates (CELAM), man war sich darüber einig, dass die Jugendlichen mehr Aufmerksamkeit und Förderung verdienten. In Folge dieser Initiativen wurde die Jugendarbeit von der EPJ forciert, sie erarbeitete das sogenannte „Dokument von Medellin“, dieses ist noch heute die Magna Charta der EPJ. In den nächsten 30 Jahren wuchs die Bewegung in Amerika und Europa auf und wurde am 29. Juni 1996 vom Päpstlichen Rat für die Laien als eine internationale Vereinigung von Gläubigen päpstlichen Rechts anerkannt.

## Selbstverständnis

Steuerad eines Schiffes

Christliches Fischsymbol

Das Selbstverständnis von EPJ basiert auf der Cursillo-Bewegung und möchte die Jugendlichen anregen ein christliches Leben zu führen. Schwerpunkte der Bewegung sind die menschliche und geistliche Bildung, die Gruppenarbeit, das gemeinsame Gebet und die regelmäßige Teilnahme an der Eucharistie. EPJ will den Jugendlichen grundlegende Werte des Christentums vermitteln und zum Erfahrungsaustausch ermuntern. Zu diesem Zweck organisiert die Vereinigung Begegnungen für Jugendliche ab 18 Jahren, damit diese in ihren Entwicklungen und Entscheidungen gefördert werden können.
EPJ ist international, insbesondere in den spanischsprechenden Ländern, auch als „EMPROISTA“ bekannt, dieses Synonym entspringt einer Wortschöpfung aus dem maritimen Wortschatz und bezeichnet zwei Personen, die hinter einem Schiffssteuerrad stehen, einer lenkt das Schiff und der andere weist den richtigen Weg. Das internationale Emblem ist das Schiffssteuerrad, es soll Jesus Christus als Steuermann symbolisieren, der den rechten Weg weist. In der Mitte des Steuerrads stehen die Buchstaben IXΘΥΣ, die darauf hinweisen sollen, dass Jesus am Steuerrad steht.

## Organisation und Ausweitung
Das Internationale Organisationskomitee ist das Leitungsorgan, es besteht aus dem Internationalen Koordinator und seinem Stellvertreter, dem Internationalen Kirchlichen Assistenten und seinem Vertreter, den regionalen Koordinatoren und den regionalen Kirchlichen Assistenten sowie allen nationalen Koordinatoren und den nationalen Kirchlichen Assistenten.
Regional ist die EPJ wie folgt unterteilt: die Nordregion (USA und Mexiko), die Region Zentralamerika (Guatemala, Honduras, El Salvador, Costa Rica und Panama), die Region Südkaribik (Kolumbien, Venezuela, Peru, Dominikanische Republik und Puerto Rico) und schließlich die Region Europa (Spanien und Italien). Die Mitgliederzahl wird mit etwa 3.500 angegeben, die jährlichen Teilnehmerzahlen an den Begegnungen belaufen sich auf etwa 7.000. Der Hauptsitz von EPJ ist Hermosillo, Sonora (Mexiko).